# Никола Чипев
Никола Филипов Чипев е български православен духовник, книжар, деец на късното Българско възраждане в Македония и Тракия и на Вътрешната македоно-одринска революционна организация.

## Биография
Роден е в балканското градче Копривщица, тогава в Османската империя. Произлиза от големия патриотичен род Чипеви, брат е на Тодор Чипев.
Първоначално е словослагател, а впоследствие основава печатница „Единство“ в Пловдив, където през 1866 година започва да издава вестник „Марица“. През 1890 г. Чипев става издател на пловдивското списание „Дума“. През 1894 година заминава за Одрин, където работи като основен учител, после става сътрудник на владиката. Тук Лазар Димитров го привлича в местния революционен комитет по подготовката на Илинденско-Преображенското въстание. По-късно става духовник и първоначално е послушник в Зографския манастир. Българската екзархия го изпраща по-късно като архиерейски наместник на екзархийската Поленинска епархия и председател на българската община в Дойран.
Според спомените на Лазар Димитров работи като старши писар при Одринската българска митрополия, където като член на ВМОРО оказва натиск върху управляващия епархията архимандрит Софроний да подпомогне финансово революционното дело.
От 1902 до 1905 година е архиерейски наместник на Маронийската екзархийска епархия в Гюмюрджина.